# Lea Dabič
Lea Dabič (Bohinj, 10 giugno 1981) è un'ex sciatrice alpina slovena.

## Biografia
Originaria di Bohinjska Bistrica e attiva in gare FIS dal novembre del 1996, la Dabič esordì in Coppa Europa il 22 gennaio 1999 a Rogla in slalom speciale e in Coppa del Mondo il 18 febbraio 2001 a Garmisch-Partenkirchen nella medesima specialità, in entrambi i casi senza completare la prova; anche ai XIX Giochi olimpici invernali di Salt Lake City 2002, sua unica presenza olimpica, non completò lo slalom speciale. Nel 2003 ottenne il miglior piazzamento in Coppa del Mondo, il 5 gennaio a Bormio in slalom speciale (13ª), partecipò ai Mondiali di Sankt Moritz (sua unica presenza iridata), dove si classificò 31ª nello slalom speciale e 12ª nella combinata, e il 13 e il 14 marzo conquistò a Piancavallo le sue uniche vittorie, nonché unici podi, in Coppa Europa, rispettivamente in supergigante e in discesa libera. Prese per l'ultima volta il via in Coppa del Mondo il 23 gennaio 2005 a Maribor in slalom speciale, senza completare la prova, e si ritirò al termine della stagione 2005-2006; la sua ultima gara fu lo slalom speciale dei Campionati sloveni 2006, disputato il 4 aprile a Maribor chiuso dalla Dabič al 13º posto.

## Palmarès

### Coppa del Mondo
- Miglior piazzamento in classifica generale: 79ª nel 2003

### Coppa Europa
- Miglior piazzamento in classifica generale: 14ª nel 2003

#### Coppa Europa - vittorie
| Data          | Località    | Paese  | Specialità |
| ------------- | ----------- | ------ | ---------- |
| 13 marzo 2003 | Piancavallo | Italia | SG         |
| 14 marzo 2003 | Piancavallo | Italia | DH         |

Legenda:

DH = discesa libera

SG = supergigante

### Campionati sloveni
- 6 medaglie:
  - 4 ori (combinata[1] nel 1999; slalom speciale nel 2001; slalom speciale nel 2002; slalom speciale nel 2003)
  - 1 argento (slalom speciale nel 1999)
  - 1 bronzo (supergigante nel 1999)